# Ust-Liuga
Ust-Liuga (en rus: Усть-Люга) és un poble (un possiólok) de l'óblast de Kírov, a Rússia, segons el cens del 2010 tenia 1.111. Pertany al districte (raion) de Viàtskie Poliani.